# Централен комитет на ЮКП
Централният комитет на Югославската комунистическа партия (на сръбски: Централни комитет Савеза комуниста Југославије) е най-висшият ръководен орган на Югославската комунистическа партия.
В периода април 1919 – юни 1920 г. се нарича Централен партиен съвет на Социалистическата работническа партия на Югославия (комунисти), от юни 1920 до февруари 1925 г. – Централен политически съвет на Югославската комунистическа партия, а от февруари 1925 до шестия конгрес през ноември 1952 г. – Централен комитет на Югославската комунистическа партия.
ЦК на ЮКП е държавен орган на Социалистическа федеративна република Югославия, в който има представени политически партии от всички югославски републики и покрайнини (области).
От 1963 г. вместо генерален секретар е въведена длъжността „председател на ЮКП“, чиято длъжност се заема от Йосип Тито до смъртта му през 1980 г. След него председатели са:
- Лазар Мойсов (1980 – 1981)
- Душан Драгосавац (1981 – 1982)
- Митя Рибичич (1982 – 1983)
- Драгослав Маркович (1983 – 1984)
- Али Шукрия (1984 – 1985)
- Видое Жаркович (1985 – 1986)
- Миланко Реновица (1986 – 1987)
- Бошко Крунич (1987 – 1988)
- Стипе Шувар (1988 – 1989)
- Милан Панчевски (1989 – 1990)

След юни 1990 г. ЮКП се разпада и Централният комитет изчезва.